# Samurai Hormone
Samurai Hormone (サムライホルモン?, Samurai Horumon) è un videogioco visual novel a tema hentai. Nel 2014 è stato adattato ad anime OAV.

## Trama
Nel Giappone feudale ad Hori Monjuurou è stata affidata una sacra pergamena che si dice abbia il potere di esaudire ogni desiderio. La famiglia ninja Fuuma brama l'oggetto e perciò istruisce la giovane Shizune, kunoichi e figlia del capoclan affinché vada ad assassinare il giovane e ad impadronirsi della pergamena.
Shizune è però incapace di resistere alle arti magiche del giovane ed è costretta a tornare a casa senza nulla di fatto. Punita dai familiari con l'uso di violenza carnale, la ragazza decide di inseguire Hori per riscattarsi e riabilitare il suo nome preso i Fuuma.
Nel frattempo il ragazzo si è imbattuto nel samurai Kojuurouta, convinto che egli sia responsabile del furto della pergamena e dei delitti che sono collegati alla scomparsa dell'oggetto sacro. Kojuurota sfida a duello Hori, ma questi, grazie alla goffaggine del samurai, riesca a sfuggirgli.
La stessa sera in un rifugio nei bosco reincontra Shizune e tra i due scatta la passione. Shizune decide di rinnegare il suo nome e di seguire Hori, che però la lascia al mattino per riprendere il suo cammino.
Sulla strada del ragazzo ricompare il vendicativo samurai, di nuovo sfortunato nella sua ricerca di giustizia: infatti il giovane scivola e perde conoscenza durante il suo assalto.
Hori si prende cura del ragazzo e scopre così che il samurai non è altro che una bellissima ragazza consacratasi all'arte della spada. Di fronte all'imbarazzato giovane, Kojuurota decide di passare la notte con Hori.
Al risveglio la coppia deve fare i conti con Shizune, che avanza le proprie richieste nei confronti del giovane.